# Gesta Treverorum
Gesta Treverorum (slovensko Dejanja Treverov) je zbirka zapisov, povezanih s starodavnim izvorom mesta Trier pred njegovo evangelizacijo ter posvetnimi in verskimi dogodki. Zbirka vključuje zgodovinske dokumente, legende, papeške spise in zgodovinske zapise o trierskih nadškofih. 

## Opis
Najstarejšo različico Geste Treverorum, ki ni ohranjena, je napisal anonimni menih iz samostana Euchaire v Trierju med letoma 1072 in 1079. Iz nje so se razvile tri različice: prva za obdobje od legendarnih začetkov mesta Trier 1250 let pred ustanovitev Rima do leta 1101, druga, podaljšana do leta 1132, in tretja, dopolnjena z različnimi dokumenti. Gesta je prva obsežna zgodovina mesta Trier, vendar je izposojena iz nekoliko starejše Historiae Treverorum. Dokumente v Gesta Treverorum so zbirali benediktinski menihi iz opatije sv. Matije v Trierju. Zbiranje se je začelo leta 1105 in nadaljevalo do konca obstoja Volilne kneževine Trier leta 1794. 
Gesto Treverorum je v letih 1836–1839 v Nemčiji prvič izdal Johann Hugo Wyttenbach v treh zvezkih. Izdaja Jacquesa Paula Migneja v njegovi Patrologia Latina, zvezek 154, stolpci 1064-1333, je malo kasnejša, objavljena med letoma 1844 in 1855. 
Podobni  ali sorodni dokumenti, ki nadaljujejo zgodovino Volilne kneževine do 17. stoletja, so Gesta Baldewini de Luczenburch Trevirensis archiepiscopi et Henrici VII Imp.,  Gesta Boemundi archiepiscopi Trevirensis, Gesta Godefridi archiepiscopi Trevirensis in Gesta Henrici archiepiscopi Trevirensis et Theoderici abbatis.

## Komentirane izdaje
- Georg Waitz (ur.), Gesta Treverorum, Monumenta Germaniae Historica  Scriptores 8. 1848, str. 111–200.
- Georg Waitz (ur.), Gesta Treverorum continuata, Monumenta Germaniae Historica Scriptores 24. 1879, str. 368–488.

## Sklic
1. ↑   Gesta Treverorum, Bayerischen Akademie der Wissenschaften, Repertorium "Geschichtsquellen des Deutschen Mittelalters".

## Vira
- Heinz Thomas, Studien zur Trierer Geschichtsschreibung des 11. Jahrhunderts: insbesondere zu den Gesta Treverorum, Rheinisches Archiv, volume 68, Bonn, 1968.
- Emil Zenz (ur.), Die Taten der Trierer - Gesta Trevirorum, 8 volumes, Paulinus-Verlag, Trèves 1955 et suiv.